# Hirtodrosophila taeniopleura
Hirtodrosophila taeniopleura är en tvåvingeart som först beskrevs av Toyohi Okada 1991.  Hirtodrosophila taeniopleura ingår i släktet Hirtodrosophila och familjen daggflugor. Inga underarter finns listade i Catalogue of Life.